# Signify
Signify anteriormente conhecida como Philips Lighting N.V., é uma empresa multinacional dos Países Baixos de iluminação formada em maio de 2016 como resultado da cisão da divisão de iluminação da Philips, por meio de um IPO. A empresa fabrica lâmpadas, luminárias, sistemas de controle para consumidores e profissionais e IoT.

## História
A divisão de iluminação fez parte das primeiras atividades da Philips, que começou em 1891 com uma fábrica de lâmpadas incandescentes em Eindhoven, na Holanda e que mais tarde se tornou uma das maiores e mais conhecidas empresas de eletrônicos do mundo.
Em setembro de 2014, a Philips anunciou que a empresa pretendia dividir a empresa em duas entidades líderes de mercado, uma focada em saúde e tecnologia médica e outra em iluminação LED conectada, na época as receitas da Philips com a divisão de iluminação totalizaram 7 bilhões de euros.
Em 3 de maio de 2016, a Philips anunciou a formação da empresa separada chamada Philips Lighting NV. A Philips afirmou que a principal razão para a cisão foi que o negócio de tecnologia médica representava mais de 40% das vendas, enquanto seu braço de iluminação continuava sendo um grande gerador de dinheiro, vendendo produtos em 180 países. A entidade separada teve uma oferta pública inicial em 27 de maio de 2016 e avaliada em 3,4 bilhões de dólares; 25% das ações foram oferecidas. A empresa foi listada na Euronext Amesterdão sob o código "LIGHT".
Em março de 2018, a Philips Lighting anunciou que a empresa mudaria seu nome para Signify, que entrou em vigor em 16 de maio de 2018. No entanto, a Signify continuou a produzir alguns de seus produtos de iluminação sob a marca Philips.
Em 16 de abril de 2019, a Signify adquiriu a companhia de iluminação conectada Wi-Fi com sede em Hong Kong, WiZ Connected, por um valor não revelado.
Em 2 de março de 2020, a empresa estadunidense Eaton vendeu seu negócio de iluminação, Cooper Lighting Solutions, para a Signify por 1,4 bilhão de dólares, a Cooper Lighting Solutions teve faturamento total de 1,7 bilhão de dólares em 2019.
Em julho de 2021, a Signify adquiriu a empresa Telensa, com sede no Reino Unido, uma empresa de controles inteligentes de iluminação pública. A aquisição foi concluida em janeiro de 2022.
Em 20 de dezembro de 2021, a Signify anunciou que firmou um acordo final com a companhia austriaca AMS-Osram para adquirir a empresa estadunidense de iluminação para horticultura Fluence por 272 milhões de dólares,o negócio foi concluído em maio de 2022.